# Helen Hardin
Helen Hardin, nota anche come «Tsa-sah-wee-eh», che significa piccolo abete rosso (Albuquerque, 18 maggio 1943 – 9 giugno 1984), è stata una pittrice astratta statunitense il cui lavoro fu fortemente influenzato dalla sua eredità di nativa americana.
Era nata a Albuquerque, Nuovo Messico, figlia di un anglo-americano, Herbert Hardin, e di una nativa americana, Pablita Velarde, discendente degli indiani «Tewa Santa Clara Pueblo» (Nuovo Messico).
I primi lavori della Hardin erano classificati come tradizionalmente realistici; comunque, quando i suoi lavori sono rapidamente maturati e hanno preso confidenza, ella divenne nota per dipingere opere complesse, che combinavano immagini piene di colori e simboli derivati dalla sua eredità di indiana con la tecnica dell'arte moderna astratta. Le sue opere includevano frequentemente figure Mimbres e Anasazi e forme e maschere Kachina, di cui l'autoritratto «Metamorphosis» è un esempio.
È morta nel 1984 all'età di 41 anni a causa di un tumore al seno.